# Telenomus ovulorum
Telenomus ovulorum is een vliesvleugelig insect uit de familie Scelionidae. De wetenschappelijke naam is gepubliceerd in 1758 door Linnaeus in de tiende editie van Systema naturae.